# Матвияс, Иван Григорьевич
Иван Григорьевич Матвия́с (укр. Іван Григорович Матвіяс, 1 мая 1925, Каров — 20 или 21 декабря 2017, Киев) — украинский лингвист, ведущий научный сотрудник Института украинского языка НАНУ, доктор филологических наук (1969), профессор (1993), лауреат Государственной премии Украины в области науки и техники (2006).

## Биография
Родился 1 мая 1925 года в Карове, в семье лесника. В 1944 году окончил гимназию в городе Белз, в 1950 году — филологический факультет Львовского университета им. И. Франко, поступил в аспирантуру Института языкознания АН УССР им. А. А. Потебни (1951—1954). 8 декабря 1954 года (по другим данным — в 1956 году) защитил кандидатскую диссертацию на тему «Синтаксис местоимений в украинском литературном языке первой половины XIX века» (научный руководитель — академик Л. А. Булаховский), расширенная версия которой в 1962 году была издана отдельной монографией «Синтаксис местоимений в украинском языке». В 1954—1955 годах работал на кафедре украинского языка Дрогобычского педагогического института, затем 25 декабря 1955 года перешёл на работу в Институт языкознания (сначала — младший, с 1960 года — старший, с 1976 года — ведущий научный сотрудник, в 1976—1987 годах — заведующий сектором диалектологии и ономастики, с 1987 года — профессор-консультант), где проработал до 16 октября 1991 года. 7 апреля 1969 года защитил докторскую диссертацию на тему «Имя существительное в украинском языке». С момента создания 17 октября 1991 до 2015 года — ведущий научный сотрудник отдела стилистики и культуры речи Института украинского языка НАН Украины.
Работал в области истории украинского литературного языка, диалектологии, грамматики, исторической стилистики, лингвогеографии. Исследовал историю украинского языка XIX века с точки зрения существования различных вариантов литературного языка, влияния диалектов на язык писателей, в частности, Т. Шевченко, П. Кулиша, Г. Квитки-Основьяненко, М. Коцюбинского, С. Руданского, Леси Украинки, У. Кравченко, М. Шашкевича, Марка Черемшины, И. Франко, Л. Мартовича, В. Стефаника, Б. Гринченко, О. Кобылянской, Г. Хоткевича, А. Крушельницкого, М. Яцкова, П. Грабовского.
С 1955 года работал над созданием «Атласа украинского языка». Участвовал в выработке принципов картографирования, составлении и комментировании карт. Обобщил накопленный опыт авторского коллектива по предкартографической интерпретации диалектного материала и создания лингвистических карт, составив инструкции, которыми в дальнейшем руководствовались авторы атласа («Инструкция по составлению карт к „Атласу украинского языка“» и «Инструкция по составлению комментариев к картам „Атласа украинского языка“»).

## Основные публикации
Автор монографий: «Синтаксис займенників в українській мові» (1962); «Курс сучасної української літературної мови. Морфологія» (1962, в соавторстве); «Іменник в українській мові» (1974); «Українська мова і її говори» (1990); «Варіанти української літературної мови» (1998), автор статей в энциклопедии «Українська мова».
Соавтор и глава редколлегии «Атласа украинского языка в 3-х томах», соавтор монографии «Українська мова» із серії Najnowsze dzieje języków słowiańskich (1999). Ответственный редактор «Словника бойківських говірок» М. И. Онишкевича (1984).
- Засади української діалектології // Мовознавство. — 2000. — № 1—2. — С. 3—9.
- Проблема визначення українських наріч // Мовознавство. — 2001. — № 2. — С. 13—17.
- Фонетичні варіанти слів в українській мові // Слово. Стиль. Норма: Зб. наук. праць. — К., 2002. — С. 122—130.
- Діалектна основа мови в поезії Тараса Шевченка // Мовознавство. — 2002. — № 1. — С. 11—16.
- Діалектна основа мови в творах Івана Франка // Мовознавство. — 2003. — № 1. — С. 11—16.
- Уніфікація варіантів у словотвірній системі української літературної мови // Мовознавство. — 2003. — № 4. — С. 57—65.
- Творчість Івана Франка на тлі історії української літературної мови /// Мовознавство. — 2003. — № 6. — С. 18—24.
- Діалектна основа вокалізму в українській літературній мові // Мовознавство. — 2004. — № 4. — С. 15—24.
- Відображення говорів у мові українських історичних і народних дум // Українська мова. — 2005. — № 1. — С. 52—59.
- Діалектна основа консонантизму в українській літературній мові // Мовознавство. — 2005. — № 2. — С. 32—40.
- Діалектна основа словотвору в українській літературній мові // Мовознавство. — 2005. — № 5. — С. 3—14.
- Діалектна основа словозміни в українській літературній мові // Мовознавство. — 2006. — № 5. — С. 52—65.
- Особливості словосполучень у західноукраїнському варіанті літературної мови // Українська мова. — 2006. — № 4. — С. 45—57.
- Особливості службових слів у західноукраїнському варіанті літературної мови. — Українська мова. — 2007. — № 2. — С. 9—20.
- Відображення середньонаддніпрянського говору в мові Івана Нечуя-Левицького // Українська мова. — 2007. — № 4. — С. 33—41.
- Діалектна основа лексики і фразеології в українській літературній мові. — Мовознавство. — 2007. — № 3. — С. 23—27.
- Діалектна основа української літературної мови // Мовознавство. — 2007. — № 6. — С. 26—36.
- Діалектна основа мови в творах Пантелеймона Куліша // Українська мова. — 2008. — № 1. — С. 95—99.
- Відображення особливостей говорів у мові української художньої літератури // «Мовознавство». — 2008. — № 6. — С. 3-13.
- Відбиття говорів у мові творів Юрія Федьковича // Мовознавство. — 2009. — № 5. — С. 37—43.
- Роль говорів у мовотворчості Бориса Грінченка // Українська мова. — 2009. — № 3. — С. 10—16.
- Говіркові риси в мові творів Ольги Кобилянської // Українська мова. — 2010. — № 1. — С. 32—38.
- Особливості граматики С. Смаль-Стоцького і Ф. Гартнера // Українська мова. — 2010. — № 3. — С. 3—10.
- Особливості словотвору в західноукраїнському варіанті літературної мови // Українська мова. — 2011. — № 1. — С. 28—35.
- Особливості синтаксису в західноукраїнському варіанті літературної мови // Українська мова. — 2011. — № 3. — С. 52—56.
- Особливості лексики та фразеології в західноукраїнському варіанті літературної мови // Українська мова. — 2012. — № 1. — С. 67—80.
- Діалектизми в мові творів Михайла Яцкова // Українська мова. — 2013. — № 1. — С. 20—23.
- Регіональні риси в мові творів Павла Грабовського // Українська мова. — 2014. — № 2. — С. 46—50.